# Un'anguilla da 300 milioni
Un'anguilla da 300 milioni è un film del 1971 diretto da Salvatore Samperi.

## Trama
Vasco affida all'amico di lunga data Bissa la figlia Tina, bellissima adolescente finita nel giro della droga. Bissa abita infatti a Caorle in una baracca lungo il fiume e, da lì, Tina non riuscirà a fuggire né, tantomeno, potrà essere avvicinata da amicizie devianti. Quando Vasco lascia Tina da Bissa, la ragazza sta dormendo. Al suo risveglio, Tina racconta di non essere figlia di Vasco, bensì d'essere stata rapita dall'uomo. Nel frattempo, attraverso una mobilitazione nazionale, la gente cerca di racimolare il denaro chiesto per il riscatto della ragazza, trecento milioni di lire, che i rapitori hanno richiesto alla vera famiglia di Tina. Nel frattempo Bissa allaccia con Tina un rapporto di fiducia e la ragazza comprende che l'uomo è estraneo al rapimento. Tina e Bissa, quindi, cercano di precedere i rapitori e, in accordo, cominciano a studiare come impossessarsi, loro due, del riscatto.

## Colonna sonora
Musiche composte da Fiorenzo Carpi dirette da Bruno Nicolai. I testi della canzone dal carattere di ballata popolare sono di Giacomo Gili.